# Wilhelm Egon von Fürstenberg
Wilhelm Egon von Fürstenberg (ur. 2 grudnia 1629 w Heiligenbergu, zm. 9 kwietnia 1704 w Paryżu) – niemiecki kardynał.

## Życiorys
Urodził się 2 grudnia 1629 roku w Heiligenbergu. Po przyjęciu subdiakonatu został kanonikiem w Kolonii. We wrześniu 1663 roku kapituła katedralna Metzu wybrałą go na biskupa, jednak elekcja nie została zatwierdzona przez papieża. W 1674 roku został uwięziony przez cesarza w Wiedniu, a następnie skazano go na śmierć. Nuncjusz apostolski w Arcyksięstwie Austriackim ubiegał się o łaskę dla Fürstenberga i po podpisaniu traktatu pokojowego uzyskał on zwolnienie. 11 stycznia 1683 roku został zatwierdzony jako biskup Strasburga, a 1 maja przyjął sakrę. 2 września 1686 roku został kreowany kardynałem prezbiterem i otrzymał kościół tytularny Sant’Onofrio. Ze względu na swoje poparcie dola Francji ogłoszono go wrogiem cesarstwa. W 1687 roku kapituła katedralna Kolonii wybrała go biskupem koadiutorem. Jednak rok później, po śmierci urzędującego arcybiskupa, Fürstenberg nie objął archidiecezji, gdyż kapituła dokonała drugiego wyboru, w którym kardynał uzyskał 13 głosów, a Józef Klemens Wittelsbach – 11. Jednakże cesarz zaoponował wobec tej elekcji, na co papież przystał i nowym arcybiskupem został Wittelsbach. Zmarł 9 kwietnia 1704 roku w Paryżu.